# Jackie Cooper
Jackie Cooper (Los Angeles, 15 de setembro de 1922 – Beverly Hills, 3 de maio de 2011) foi um ator, diretor e produtor norte-americano.

## Carreira
Jackie Cooper nasceu John Cooperman Jr em 1922, numa família de artistas, pois seu pai era produtor e sua mãe pianista. Jackie apareceu em filmes como The Champ (1931), The Bowery (1933), Treasure Island (1934), O'Shaughnessy's Boy (1935), Sooky (1931), When a Feller Needs a Friend (1932), Peck's Bad Boy (1934), The Devil Is a Sissy (1936), Boy of the Streets (1937), Gangster's Boy (1938), White Banners (1938), Streets of New York (1939), The Return of Frank James (1940), Ziegfeld Girl (1941), e Superman (1978).
O ator foi indicado ao Oscar por seu papel em Skippy, dirigido por seu tio Norman Taurog. Em The Champ, atuou ao lado de Wallace Beery, e ganhou destaque no filme A Ilha do Tesouro. Como aconteceu com diversos atores mirins, sua carreira findou-se com a chegada da adolescência e ele passou a trabalhar como produtor de TV.
Morreu na quarta-feira, dia 3 de maio de 2011, aos 88 anos em um hospital de Beverly Hills.